# Trichonympha grandis
Espèce
Trichonympha grandis est une espèce de flagellés que l'on retrouve en symbiose dans le tube digestif chez certains insectes xylophages comme le termite. Ce sont de grands flagellés (100 à 200 µm) caractérisés par la présence de nombreux flagelles insérés.

## Anatomie
L'appareil de Golgi assure (via les vésicules golgiennes) le renouvellement membranaire pour compenser les pertes liées à la phagocytose importante.

## Locomotion
Les trychonympha nagent en tournant leur axe longitudinal. Le rostre partie apical de la cellule d'où part l'insertion des flagelles.

## Nutrition
La zone trophique se situe au pôle postérieur de la cellule. Cette espèce peut ingérer des fragments de bois, les plus gros à l'aide d'un pseudopode.

## Cycle de vie
La reproduction peut être asexuée (par reproduction longitudinale) ou sexuée (décrite uniquement chez la blatte). Le cycle de vie de Trichonympha grandis est alors haplobiontique. Le flagellé produit des gamètes dans des kystes qui seront expulsées lorsque l'insecte fera sa mue. Ils seront alors ingérés par un autre insecte faisant sa mue. Une fois dans le corps, les kystes s'ouvrent et libèrent leurs gamètes. Les gamètes mâles et femelles se fécondent et après deux divisions successives forment quatre individus haploïdes.